# أليغرا فيرساتشي
أليغرا فيرساتشي بيك (من مواليد 30 يونيو 1986) المعروف باسم أليغرا فيرساتشي ، هي الوريثة والإجتماعية الإيطالية. منذ عام 2011 ، كانت أليغرا مديرة لجياني فيرساتشي إس. بي. 